# Paul Abraham

Paul Abraham la pian

Paul Abraham (sau Pál Ábrahám, n. 2 noiembrie 1892, Apatin, Țările Coroanei Sfântului Ștefan, Serbia – d. 6 mai 1960, Hamburg, RFG) a fost un compozitor maghiar de operetă.
Cele mai reprezentative lucrări ale sale sunt operetele Bal la Savoy, Floarea din Hawaii și Victoria și-al ei husar.

## Biografie
Paul Abraham și-a făcut studiile la Academia de Muzică din Budapesta. După examenul de absolvire, din 1916, a încercat să se impună în calitate de compozitor. Compozițiile sale au fost prezentate la principalele festivaluri de muzică din Europa, el câștigânduș-i o serioasă reputație și ca dirijor de cor, cu muzică liturgică maghiară.
Întâmplător, în 1927 a primit postul de dirijor la Teatrul de Operetă din Budapesta.
O dată cu apariția filmului cu sonor, a început să producă filme muzicale în limbile germană și maghiară. Primul său film, realizat în 1929, se numea Melodie des Herzens (Melodia inimii) și avea ca primă interpretă pe Dita Parlo.
În 1930 a urmat succesul operetei Viktoria und ihr Husar (Victoria și-al ei husar), în 1931 Die Blume von Hawaii (Floarea din Hawaii) iar în 1932 opereta Ball im Savoy (Bal la Savoy), care a fost tradusă în engleză și prezentată în 1936 și în Marea Britanie.
Toate aceste operete populare ale lui Paul Abraham au fost apoi ecranizate, având-o în rolul principal pe Marta Eggerth, care a repurtat ulterior succese și la Hollywood.
Cel mai mare triumf personal al lui Abraham în industria filmului germen a fost Die Privatsekretärin (Secretara privată), din 1931, în rolul principal apărând Renate Müller.
Deoarece Abraham era de origine evreiască, venirea la putere a naziștilor în 1933, a fost imediat avut în vedere să fie expulzat, deoarece "Floarea din Hawaii" era considerată de aceștia ca artă degenerată.
Abraham condusese și o orchestră de muzică de dans germană, cu care făcuse o serie de înregistrări pe discuri. La venirea la putere a lui Hitler, întregul catalog de înregistrări a fost șters și a fost interzisă prezentarea muzicii pe care o publicase. Abraham s-a refugiat în Ungaria, dar a lăsat majordomului său cheia de la un dulap în care păstra manuscrisele a circa 300 de melodii încă nepublicate, cu rugămintea de a le feri de autorități. Majordomul a făcut bani vânzând aceste manuscrise unor compozitori naziști mai puțin talentați.
La Viena și în Ungaria, Abraham împreună cu libretistul Alfred Grünwald au continuat să producă operete, ultima fiind Roxy und ihr Wunderteam (Roxy și echipa ei minunată), în 1937, dar niciuna nu a mai avut succesul primelor sale producții. După Anschluss, Abraham a fugit în Franța și, de acolo, în Cuba.
Nu există prea multe date despre anii petrecuți în Cuba, dar există unele dovezi că ar fi lucrat în industria filmului cubanez. Se știe că a lucrat la filmul muzical Holiday in Mexico (Vacanță în Mexic) produs de studiourile din Hollywood în 1946, dar ale cărui filmări s-au făcut în special în Cuba.
După al Doilea Război Mondial, Abraham s-a mutat la New York, dar se pare că acolo nu a mai lucrat în domeniul muzicii.
După război, în Germania s-a bucurat din nou de popularitate. Când în Germania s-a auzit vestea că fostul compozitor era acum internat într-un spital de boli mentale, la Hamburg s-a înființat Societatea Paul Abraham care a adunat fonduri, astfel că în 1956 l-a putut aduce din New York în Germania. Starea sănătății nu i-a mai permis să compună. S-a încercat o operație chirurgicală pentru a-l vindeca, dar Paul Abraham a murit pe masa de operație.

## Regăsire
Partitura originală a operetei Die Blume von Hawaii, considerată pierdută în anul 1933, a fost regăsită de curând într-o colecție particulară.